# 람베르트 반사
램버시안 반사율(Lambertian reflectance)을 갖는 표면은, 관찰자가 바라보는 각도와 관계없이 같은 겉보기 밝기를 갖는다. 더 기술적인 용어로는, 물체 표면의 휘도가 등방성(等方性)을 가질 때 그 표면이 램버시안 반사율을 갖는다고 한다. 예를 들어 표면처리를 하지 않은 원목 재질은 보는 각도에 따라 밝기가 다르게 보이지 않으므로 거의 램버시안 반사율을 갖는다. 그러나 폴리우레탄으로 반짝이는 처리를 한 목재는 광원의 위치에 따라 거울면과 같은 하이라이트를 가질 수 있다. 거친 표면을 가진 모든 물질이 램버시안 반사율을 갖지는 않지만, 표면의 특징에 대해 잘 모를 때 램버시안 반사는 적당한 근사치가 될 수 있다. 램버시안 반사는 스위스 수학자 요한 하인리히 람베르트(Johann Heinrich Lambert)의 이름을 따서 지어졌다.
컴퓨터 그래픽스에서는 난반사가 이루어지는 표면을 묘사하기 위해 램버시안 모델이 사용된다.

## 람베르트 반사율 분포
이상적인 난반사면(Ideal Diffuse Surface)은 램버트 반사율(Lambertian Reflectance)을 따른다. 램버트 반사율은 어떤 방향이든 같은 휘도(Luminance)를 보이는 휘도 분포(Luminance Distribution)와는 다르게 표면의 법선 방향과 이루는 각 θ에 따라 cos⁡θ에 비례하는 광도 분포(Luminous Intensity Distribution)를 보여준다.
이상적인 난반사면은 언뜻 보면 이질적인, 2가지 성분(휘도, 광도)의 분포를 동시에 가진다. 램버트 반사율은 어떤 방향에서도 같은 휘도를 가지기 위해서 방향에 따라 필요한 광도를 유도해서 나온 분포이다. 따라서 이질적으로 보이는 2가지 분포는 사실상 같은 의미이다.

### 유도
면적이 A [m^2]인 이상적인 난반사면이 있고 이 표면이 빛을 받아서 모든 방향으로 L [lm/(sr*m^2)]의 동일한 휘도를 가진다고 할 경우, 난반사면을 바라보는 시점에서 해당 면을 바라볼 때의 입체각은 시점 방향이 법선 방향과 일치할 때 가장 크고, 시점 방향과 법선 방향의 차이가 θ만큼 날 때의 입체각은 cos⁡θ에 비례해서 작아진다. 그런데 방향에 따라 시야에서 본 난반사면의 입체각이 작아진 상태에서 난반사면의 각 지점들이 시점 방향으로 보내는 광도(Luminous Intensity)가 같고 이로 인해 시점에 도달하는 광속(Luminous Flux) 또한 같다면, 입체각이 가장 큰 상태 일 때 보다 좁아진 시야 면적에 광속이 중첩하여 도달하게 되고 이런 경우, 휘도가 더 큰 것처럼 보이게 될 것 입니다. 이 상태에서도 같은 휘도를 유지하기 위해서는 각 지점들이 시점 방향으로 보내는 광속이 줄어든 입체각의 비율만큼 줄어야 하고, 이는 마찬가지의 비율로 광도의 감소를 의미한다. 따라서 시점 방향과 법선 방향의 차이가 θ만큼 날 때의 입체각은 cos⁡θ에 비례해서 작아지므로 광도 역시 cos⁡θ에 비례해서 작아져야 같은 휘도가 유지된다. 이것이 램버트 반사율이다. 따라서, 표면에 수직인 법선(Normal) 방향일 때의 반사 광도(Luminous Intensity)를 I [lm/sr]라 하면, 법선 방향과 θ만큼의 차이를 보이는 방향으로 내뿜는 반사 광도는 I*cos⁡(θ) [lm/sr]이다.

#### 관련 내용에 대한 출처
해당 문단은 이상적인 난반사면의 정의에서 도출된 결론이므로 특정한 자료를 특별히 근거로 삼지 않고 작성된 것입니다. 필요하다면 아래 링크를 참조하시면 될 듯 합니다.
http://www.oceanopticsbook.info/view/surfaces/lambertian_brdfs

## 같이 보기
- 감마 보정